# Eufemiano Fuentes
Eufemiano Fuentes (Las Palmas de Gran Canaria, 20 februari 1955) is een Spaans sportarts. Hij wordt ervan verdacht een spilfiguur te zijn geweest in het dopingschandaal rond de wielerploeg Liberty Seguros.
Hij was ploegarts van Once, Amaya en Kelme. Voormalig Kelme-coureur Jesús Manzano beweerde dat de arts hem voor de Ronde van Italië van 2001 regelmatig epo had toegediend. Na de Ronde van Frankrijk van 2003 zou hij ook bloeddoping hebben gegeven.
Op 23 mei 2006 werd Fuentes, samen met ploegleider Manolo Saiz en drie anderen, door de Guardia Civil gearresteerd. In zijn kliniek in Madrid werden 100 zakjes met ingevroren bloed van renners, en wellicht ook van beoefenaars van andere sporten, in beslag genomen. Alle gearresteerden werden op borgtocht vrijgelaten. Bekende renners die in verband met Fuentes werden gebracht zijn onder anderen Thomas Dekker, José Enrique Gutiérrez, Roberto Heras, Jan Ullrich, Ivan Basso (Birillo), Michele Scarponi (Il Presidente / Zapatero), Francisco Mancebo, Alejandro Valverde (Valv. (Piti)) en Dario Pieri. De bijnaam Birillo verwees naar de hond van Ivan Basso, terwijl de hond van Alejandro Valverde eveneens Piti heette; deze laatste renner heeft echter geen bekentenis afgelegd. Ook Ullrich ontkende Fuentes ooit ontmoet te hebben, maar zijn bloedzakje werd waarschijnlijk wel gevonden. Op 23 juli 2007 werd ook het Spaanse talent Alberto Contador door de Süddeutsche Zeitung in verband gebracht met Fuentes. Na zijn arrestatie zou Fuentes zijn activiteiten een tijdlang verplaatst hebben naar Hamburg. De Italiaanse sportarts Luigi Cecchini dook in de gerechtelijke dossiers op als contactpersoon tussen renners als Ivan Basso en Michele Scarponi.
Terwijl Fuentes in 2010 wegens een dopingzaak in de cel zat, zou hij Spaanse voetbalinternationals ervan hebben beschuldigd doping te hebben gebruikt. Tijdens de rechtszaak in 2013 heeft Fuentes in een interview met de Spaanse sportkrant Marca dit weer ontkend. Hij zou nooit een speler van het Spaanse elftal hebben behandeld. Hij heeft wel bevestigd voor 2006 voetballers uit de Primera División onder zijn clientèle te hebben gehad.
Fuentes was zelf een actief atleet, namelijk hordeloper.